# Jerzy brunszwicki (arcybiskup Bremy)
Jerzy (ur. 22 listopada 1494 r., zm. 4 grudnia 1566 r. w Verden) – biskup Minden od 1554 r., biskup Verden i arcybiskup Bremy od 1558 r. z dynastii Welfów.

## Życiorys
Jerzy był najmłodszym synem księcia Brunszwiku-Wolfenbüttel Henryka I Starszego oraz Katarzyny, córki księcia zachodniopomorskiego Eryka II. Jego najstarszy brat Krzysztof został arcybiskupem Bremy, średni Henryk objął tron w Wolfenbüttel po śmierci ojca. Jerzy przez długi czas mieszkał w Kolonii, gdzie od 1535 r. był prepozytem katedralnym. Miał liczne synekury kościelne. Znany był z gościnności i działalności charytatywnej.
W 1527 r. mógł zostać arcybiskupem Rygi, jednak zrezygnował. W 1554 r. został biskupem Minden, w 1558 r., po śmierci swego starszego brata Krzysztofa został wybrany na arcybiskupa Bremy i biskupa Verden. W okresie swoich rządów dbał o przywrócenie porządku i dobrobytu wyniszczonych rządami Krzysztofa diecezjach, spłacał też zaciągnięte przez niego wielkie długi. W przeciwieństwie do swego poprzednika był tolerancyjny i pozwolił na rozwój reformacji w Bremie i Verden – choć sam był katolikiem, jego kanclerz był luteraninem i pod jego wpływem bliskie Jerzemu stały się idee Melanchtona. W 1564 r. mianował luterańskiego koadiutora, a na łożu śmierci miał przyjąć komunię pod dwiema postaciami.
Był ostatnim katolickim arcybiskupem Bremy i biskupem Verden, po jego śmierci obie te diecezje przejęli protestanci (Minden pozostało natomiast katolickie). Miał dwóch synów ze związku z pochodzącą z Alzacji Otylią Loximą, Wilhelma i Henryka (obaj polegli w młodości).